# Дмитриевский сельсовет (Красногвардейский район)
Дмитриевский сельсовет — сельское поселение в Красногвардейском районе Оренбургской области Российской Федерации.
Административный центр — посёлок Кристалка.

## История
9 марта 2005 года в соответствии с законом Оренбургской области № 1901/343-III-ОЗ образовано сельское поселение Дмитриевский сельсовет, установлены границы муниципального образования.

## Население
| 2010 | 2012 | 2013 | 2014 | 2015 | 2016 | 2017 |
| ---- | ---- | ---- | ---- | ---- | ---- | ---- |
| 520  | ↘496 | ↘488 | ↘479 | ↘477 | ↘472 | ↘466 |
| 2018 | 2019 | 2020 | 2021 |      |      |      |
| ↘453 | ↘443 | ↘411 | ↘399 |      |      |      |

## Состав сельского поселения
| № | Населённый пункт | Тип населённого пункта          | Население |
| - | ---------------- | ------------------------------- | --------- |
| 1 | Кристалка        | посёлок, административный центр | 442       |
| 2 | Петровское       | село                            | 78        |